# Distrito Escolar de Lancaster
El Distrito Escolar de Lancaster (Lancaster School District) es un distrito escolar de California. Tiene su sede en Lancaster. El distrito, con una superficie de 82,5 millas cuadradas, tiene más de 14.000 estudiantes. Gestiona una escuela K-8, cuatro escuelas medias, trece escuelas primarias, y una de educación alternativa. También tiene más de 800 estudiantes preescolares.